# Dinotrema brevisulcus
Dinotrema brevisulcus är en stekelart som beskrevs av Vladimir Ivanovich Tobias 2003. Dinotrema brevisulcus ingår i släktet Dinotrema och familjen bracksteklar. Inga underarter finns listade i Catalogue of Life.